# Estercorita
L'estercorita és un mineral de la classe dels fosfats. Rep el seu nom del llatí stercus, fems, en al·lusió al seu descobriment en el guano.

## Característiques
L'estercorita és un fosfat de fórmula química Na(NH₄)HPO₄·4H₂O. Cristal·litza en el sistema triclínic. Es troba en forma cristal·lina, nodular i massiva. La seva duresa a l'escala de Mohs és 2.
Segons la classificació de Nickel-Strunz, l'estercorita pertany a «02.CJ: Fosfats sense anions addicionals, amb H₂O, només amb cations de mida gran» juntament amb els següents minerals: mundrabil·laïta, swaknoïta, nabafita, nastrofita, haidingerita, vladimirita, ferrarisita, machatschkiïta, faunouxita, rauenthalita, brockita, grayita, rabdofana-(Ce), rabdofana-(La), rabdofana-(Nd), tristramita, smirnovskita, ardealita, brushita, churchita-(Y), farmacolita, churchita-(Nd), mcnearita, dorfmanita, sincosita, bariosincosita, catalanoïta, guerinita i ningyoïta.

## Formació i jaciments
Es troba en dipòsits de guano d'aus i ratpenats. Va ser descoberta a l'Illa d'Ichaboe, al districte de Lüderitz, a la regió de Karas (Namíbia), on sol trobar-se associada a la struvita. També ha estat descrita al Perú, a Xile, a Austràlia (associada a l'archerita i a la bifosfamita) i a l'Antàrtida.